# Ельно (озеро, Миорский район)
Е́льно (бел. Е́льна, Е́льня) — озеро в Миорском районе Витебской области Беларуси в границах Полоцкой низменности. Относится к бассейну реки Ельнянка. Представляет собой реликтовый остаточный водоём, существующий на месте древнего приледникового озера. Находится на территории крупного верхового болота Ельня и заказника, также именуемого Ельня.

## Название
В русском языке существуют альтернативные варианты наименования озера. Один из них, Ельня, совпадает с названием одного из крупнейших болот Беларуси, на территории которого и находится водоём. Другое, Ельнянка, идентично названию реки, к бассейну которой относится озеро.
В белорусском языке распространены два варианта: Ельна и Ельня.

## География
Котловина озера Ельно располагается на территории Полоцкой низменности, посреди верхового болота Мох — части крупного болотного массива Ельня. Высота зеркала над уровнем моря равняется 137,9 м.
Озеро находится в 16 км к юго-востоку от города Миоры. Населённых пунктов в непосредственной близости от берегов нет, однако по краям Ельненского болота стоит множество небольших деревень.
Площадь поверхности водоёма составляет 5,42 км², длина — 4,85 км, наибольшая ширина — 1,52 км. Длина береговой линии — 14,9 км. Наибольшая глубина — 3,5 м, средняя — 1,5 м. Объём воды в озере — 8,52 млн м³. Площадь водосбора — 14,4 км².

## Морфология
Озеро Ельно принадлежит к числу редких реликтовых водоёмов, возникших на месте приледникового озера. Резко очерченная котловина вытянута с юго-запада на северо-восток. Склоны котловины не выражены, берега озера заболочены. Береговая линия относительно ровная. Западный и северный берега торфяные, обрывистые, высотой 1—1,5 м. Остальные берега песчано-галечные, а их высота снижается до 0,2—0,3 м. Вдоль восточного и северо-восточного берегов часто попадаются валуны. Местами у воды произрастает кустарник.
Подводная часть озёрной котловины представляет собой плоское углубление со слабо выраженным переходом от мелководья к центральной части. Дно озера плоское, покрытое тонкодетритовым сапропелем, вдоль западного берега — торфом, вдоль восточного ― песком и галькой. Наибольшие глубины отмечаются в южной части водоёма.
Мощность донных отложений не превышает 1 м, что свидетельствует о слабом развитии жизни в водоёме.

## Гидрология
Озеро Ельно лежит в центре крупного верхового болота, что обуславливает специфический характер гидрологического режима. Водоём обладает характерными признаками, указывающими на дистрофность: кислой активной реакцией, очень низкой минерализацией (менее 25 мг/л) и очень высокой цветностью воды (более 150°). Кроме того, вода характеризуется высоким содержанием органического вещества, поступающего с болотными водами. Однако одновременно водоём обладает некоторыми признаками олиготрофного: однородностью элементов минерализации и слабой степенью зарастания, а также относительно высокой (до 0,8 м) для подобных водоёмов степенью прозрачности воды. Вода после кипячения даже считается пригодной для готовки еды.
В безлёдный период вода в озере хорошо перемешивается ветром.
Озеро считается слабопроточным. В него не впадает ни одной реки. Питание водоёма, как и всего окружающего его верхового болота, происходит за счёт осадков. Из южной части озера Ельно вытекает протока в соседнее озеро Чёрное. В некоторых источниках сообщается, что глубина протоки, также именуемой Ништок, превышает 7 м. Из Чёрного, в свою очередь, берёт начало река Ельнянка, приток Дисны. Кроме того, в северной части имеется протока, соединённая с маленьким безымянным озером.

## Растительный мир
Неблагоприятные для развития жизни условия выражаются в том числе в слабом зарастании озера. Полоса надводных макрофитов (тростник, камыш) отмечается лишь на песке у восточных берегов. В районе протоки в озеро Ельно встречается кубышка. Под водой встречаются мхи.
Фитопланктон представлен всего 9 видами — в основном сине-зелёными и зелёными водорослями. Их общая биомасса составляет 3,6 г/м³.

## Животный мир
Зоопланктон представлен 28 видами общей биомассой 8,2 г/м³. Преобладающий вид — ветвистоусый рачок  Daphnia longispina, обычно живущий в водоёмах с большей прозрачностью воды. В озере водится редкий для Беларуси рачок Holopedium gibberum. Биомасса зообентоса составляет 0,36 г/м².
Ихтиофауна озера Ельно насчитывает всего 2 вида — щуку и окуня, так как другие виды рыб в таких условиях жить не могут.
Особое значение озеро имеет для птиц — как оседлых, так и мигрирующих, таких как гуси (серые, белолобые, гуменники), чирки, шилохвости и другие.

## Экология
С 1968 года озеро, как и всё окружающее его болото, входит в состав гидрологического заказника республиканского значения «Ельня».
На озере запрещены промысловое рыболовство и использование плавсредств с моторами.